# Francesco Feo

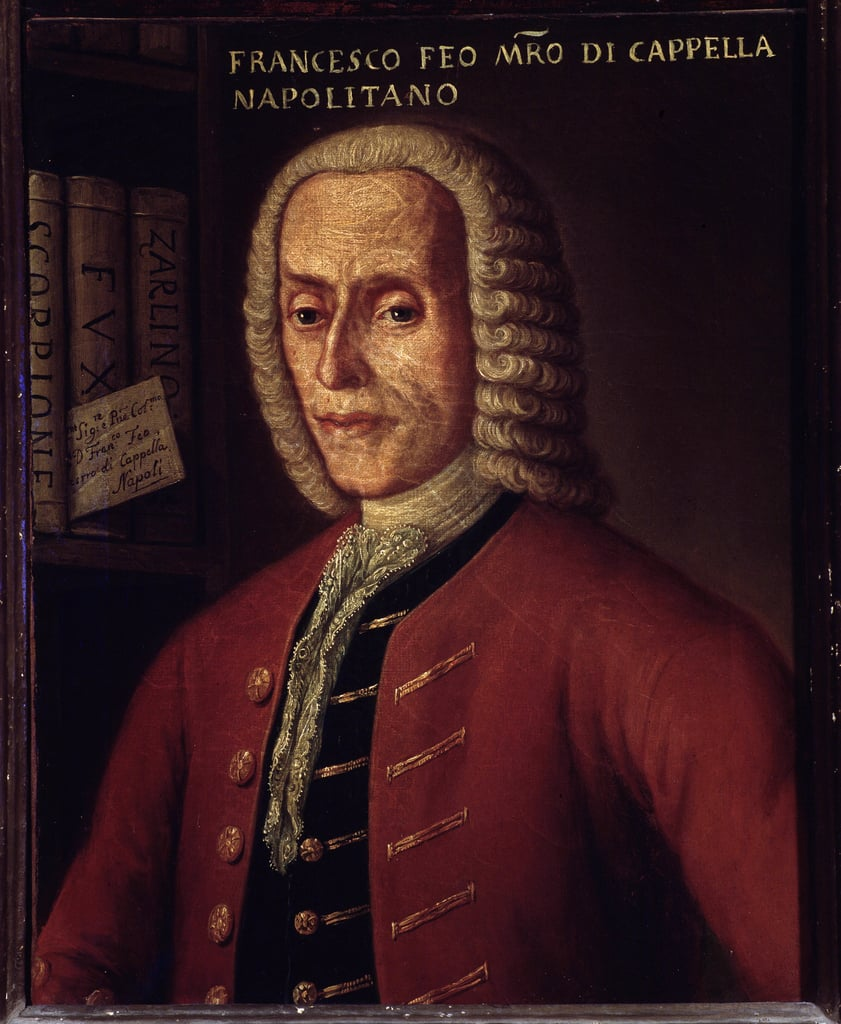
Francesco Feo

Francesco Antonio Feo (* 1691 in Neapel; † 28. Januar 1761 ebenda) war ein italienischer Komponist.

## Leben

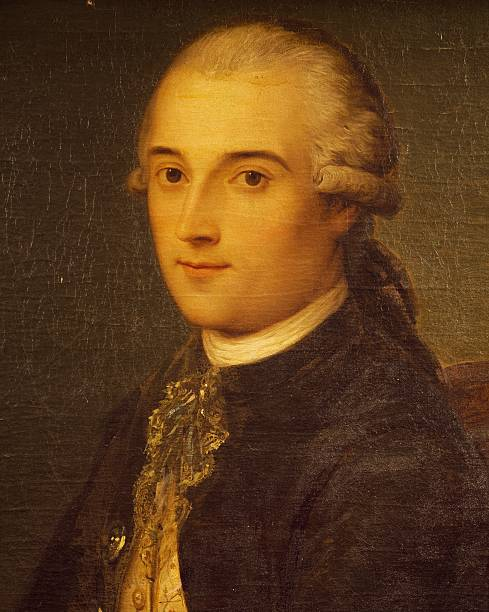
Francesco Feo, Jugendlicher

Francesco Feo, der Sohn eines Schneiders, begann am 3. September 1704 seine fünfjährige Ausbildung als zahlender Schüler am Conservatorio della Pietà dei Turchini in Neapel. Sein erster Lehrer war der secondo maestro Andrea Basso und später der primo maestro Nicola Fago. Er studierte gemeinsam mit Leonardo Leo, Giuseppe de Majo und Niccolò Jommelli. 
1713 wurde seine erste Oper, L’amor tirannico, ossia Zenobia aufgeführt. Zum Karneval 1714 präsentierte er Il martirio di Santa Caterina, ein Oratorium. Bekannt wurde Feo mit seiner Oper Siface für das Teatro San Bartolomeo in Neapel im Jahr 1723.
Nach diesen Erfolgen, wurde Feo Lehrer am Conservatorio di Sant’Onofrio a Porta Capuana. Zu seinen Schülern gehörten Nicola Sabatino, Niccolò Jommelli und Gennaro Manna. Im Jahr 1739 wurde Feo Nachfolger Francesco Durantes am Conservatorio dei Poveri di Gesù Cristo, wo er bis 1743 blieb.
Feo hatte nicht nur Aufträge aus Italien, sondern auch aus Madrid und Prag. Seine letzte Oper, Arsace, wurde in Turin zur Wiedereröffnung des Teatro Regio 1740 uraufgeführt. Sein letztes Autograph ist ein Quoniam tu solus sanctus für Tenor und Streicher von 1760. Feo starb im Alter von 70 Jahren 1761 in Neapel.

## Werk
Francesco Feo war in erster Linie bekannt durch seine Opern, Oratorien und geistlichen Dramen. Die meisten dieser Werke stammen aus der Zeit zwischen 1720 und 1745. Außerdem komponierte er zahlreiche Kantaten, Arien und andere geistliche Musik, wie zahlreiche Messen, Passionsmusiken, ein Stabat Mater und das Requiem Missa defunctorum (1718). Um die Wiederentdeckung und -aufführung der Johannes-Passion hat sich Lorenzo Ghielmi verdient gemacht.
Feos Passio secundum Joanneum von 1744 kombiniert als bedeutendster Beitrag seit Alessandro Scarlatti Dramatik mit eingängigen Melodien. Als Merkmal der oratorischen Passion kann die Arie gelten, in der die Frage des Pilatus nach der Wahrheit beantwortet wird.
Als in der Kirchenmusik eher seltene Beispiele für Rezitative gelten diejenigen in Feos Miserere f-Moll, in der Messe wird es erst durch Joseph Haydn eingeführt. Seine Messen schuf Feo in Neapel, einem frühen Zentrum der Missa solemnis mit größerer Ausdehnung und großer Besetzung. Den konzertierenden Stil nutzte er auch für die Requiem-Vertonung. In der Vertonung des 110. Psalms Confitebor wird der furchteinflößende Name Gottes durch starke Kontraste in Dynamik und rhythmischer Deklaration dargestellt.
Feos Opern eröffnen nach Anfängen in der Nachfolge Scarlattis einen Mittelgrund zwischen dem genialen populären Leonardo Vinci und dem konservativeren aber einfallsreicheren Leonardo Leo. In den Hauptteilen der Da-capo-Arien zeichnet sich in der Modulation die Sonatenform ab.

### Opern
- Dalinda e Balbo, opera
- L’amor tirannico, ossia Zenobia; Libretto: Domenico Lalli; UA: Neapel, 18. Januar 1713; überarbeitet als Radamisto: Innsbruck 1716
- Lucio Papirio, dramma per musica; Libretto: Antonio Salvi; UA: Neapel, 11. Dezember 1717; mit Giuseppe Maria Orlandini
- La forza della virtù, commedia per musica; Libretto: Francesco Antonio Tullio; UA: Neapel, 22. Januar 1719
- Teuzzone, dramma; Libretto: Apostolo Zeno; UA: Neapel, 20. Januar 1720
- Siface, dramma per musica; Libretto: Pietro Metastasio; UA: Neapel, 13. Mai 1723
- Don Chisciotte della Mancha e Coriando lo speciale, intermezzi; UA: Rom 1726
- Ipermestra, dramma per musica; Libretto: Antonio Salvi; UA: Rom, Karneval 1728
- Arianna, dramma per musica; Libretto: Pietro Pariati; UA: Turin, Karneval 1728
- Tamese (Arsilda regina del Ponto), dramma per musica; Libretto: Domenico Lalli; UA: Neapel, Winter 1729
- Il vedovo, intermezzo; UA: Neapel, Winter 1729
- Andromaca, dramma per musica; Libretto: Apostolo Zeno; UA: Rom, 5. Februar 1730
- L’Issipile, dramma per musica; Libretto: Pietro Metastasio; UA: Turin 1733
- Oreste; UA: Madrid 1738 im Palacio Buèn Retiro
- Polinice; UA: Madrid 1738
- Arsace, dramma per musica; Libretto: Antonio Salvi; UA: Turin, 26. Dezember 1740

## Oratorien
- Il martirio di S. Caterina (1714)
- San Giovanni (1715)
- 4 Oratorien Per i Defunti (1723, 1725, 1728, 1731)
- Il Genera umano in Catena liberato da nostra signora (1731)
- S. Francesci di Sales (1734)
- Gesà adorato dai tre magi (mit Domenico Sarro, Genua, 1737)
- La distruzione dell’esertico dei cananei con la morte di Sisara (1739)
- Tobias (1741)
- La Ruth (Libretto von Giuseppe Lupis, Rom, 1743)